# 백래시 (책)

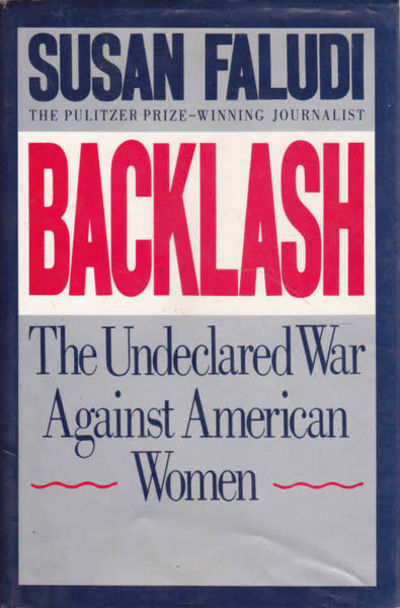

백래시는 수전 팔루디가 미국의 여성주의운동에 대한 반여성주의자들의 백래시에 대해 쓴 책이다. 정식 명칭은 백래시: 미국 여성에 대한 선언되지 않은 전쟁(Backlash: The Undeclared War Against American Women)이다.
저자는 1970년대 미국의 페미니스트 진보에 대한 미디어 중심의 "백래시"가 존재했음을 보여주는 증거를 제시한다.
팔루디는 여성 해방 운동 자체가 1980년대 후반 미국 여성들을 괴롭혔다고 주장되는 많은 문제의 원인임을 시사함으로써 반발이 "피해자를 비난하는" 전략을 사용한다고 주장한다. 그녀는 또한 이러한 문제 중 상당수가 신뢰할 만한 증거 없이 언론에 의해 구성된 환상에 불과하다고 주장한다.
팔루디는 또한 반발을 역사적 추세로 식별하며, 여성이 평등한 권리를 얻으려는 노력에서 상당한 이득을 얻었을 때 반복된다. 이 책은 1991년 논픽션 부문 전미도서비평가협회상(National Book Critics Circle Award)을 수상했다.
2006년에는 15주년 기념 에디션이 출시되었다.

## 같이 보기
- 제3세대 여성주의